# Cieśnisk Wielki
Cieśnisk Wielki – wieś w Polsce położona w województwie podlaskim, w powiecie sokólskim, w gminie Janów.
Wierni kościoła rzymskokatolickiego należą do parafii św. Jerzego w Janowie.